# 10400 Hakkaisan
10400 Hakkaisan (1997 VX) là một tiểu hành tinh vành đai chính được phát hiện ngày 1 tháng 11 năm 1997 bởi T. Kobayashi ở Oizumi.